# Sébastien Guarato
Sébastien Guarato est un entraîneur de sport hippique français, spécialisé dans les trotteurs, né en 1972 à Bordeaux. Au cours des années 2000, il s'affirme comme l'un des entraîneurs les plus performants, remportant de nombreuses courses classiques, notamment grâce aux championne Roxane Griff et Billie de Montfort, au hongre Rapide Lebel, au crack Bold Eagle, double vainqueur du Prix d'Amérique ou au phénomène Face Time Bourbon, qui réalise à son tour un doublé en 2020 et 2021. 

## Palmarès
France

### Attelé

#### Groupe I
- Prix d'Amérique – 4 – Bold Eagle (2016, 2017), Face Time Bourbon (2020, 2021)
- Prix de France – 2 – Bold Eagle (2016, 2017)
- Prix de Paris – 2 – Roxane Griff (2012), Bold Eagle (2017)
- Critérium des Jeunes – 3 – Billie de Montfort (2014), Écu Pierji (2017), Green Grass (2019)
- Critérium des 3 ans – 4 – Aladin d'Écajeul (2013), Bold Eagle (2014), Face Time Bourbon (2018), Gunilla d'Atout (2019)
- Critérium des 4 ans – 2 – Darling de Reux (2017), Gunilla d'Atout (2020)
- Critérium continental – 3 – Bold Eagle (2015), Eridan (2018), Face Time Bourbon (2019)
- Critérium des 5 ans – 4 – Vabellino (2014), Bold Eagle (2016), Carat Williams (2017), Face Time Bourbon (2020)
- Prix de Sélection – 6 –  Aladin d'Écajeul (2014), Bold Eagle (2015), Boléro Love (2016), Face Time Bourbon (2019, 2020, 2021)
- Prix René Ballière – 6 – Bold Eagle (2016, 2017, 2018, 2019), Face Time Bourbon (2020, 2021)
- Prix de l'Étoile – 3 – Boléro Love (2016), Écu Pierji (2017), Face Time Bourbon (2020)
- Prix de l'Atlantique – 2 – Bold Eagle (2017, 2018)
- Grand Critérium de vitesse de la Côte d'Azur – 1 – Bold Eagle (2018)

#### Groupe II
- Prix Abel Bassigny – 5 – Prince d'Espace (2006), Aladin d'Écajeul (2014), Bold Eagle (2015), Eridan (2017), Face Time Bourbon (2018)
- Prix Octave Douesnel – 5 – Natif de l'Homme (2005), Aladin d'Écajeul (2014), Bold Eagle (2015), Carat Williams (2016), Face Time Bourbon (2019)
- Prix Pierre Plazen – 4 – Prince d'Espace (2006), Uncaring (2011), Booster Winner (2014), Eridan (2017)
- Prix Charles Tiercelin – 4 – Scala Bourbon (2009), Bold Eagle (2015), Eridan (2018), Face Time Bourbon (2019)
- Prix Marcel Laurent – 4 – Partout Simoni (2012), Aladin d'Écajeul (2014), Carat Williams (2017), Face Time Bourbon (2020)
- Prix de Bourgogne – 4 – Bold Eagle (2017, 2019), Billie de Montfort (2020), Face Time Bourbon (2021)
- Prix de Bretagne – 4 – Olga du Biwetz (2008), Roxane Griff (2012), Valko Jenilat (2017), Face Time Bourbon (2021)
- Prix de l'Union Européenne – 3 – Rapide Lebel (2011, 2012), Ustinof du Vivier (2016)
- Prix de La Haye – 3 – Roxane Griff (2011), Ustinof du Vivier (2015), Valko Jenilat (2016)
- Prix Maurice de Gheest – 3 – Prince d'Espace (2006), Uno la Chesnaie (2010), Eridan (2017)
- Prix Louis Jariel – 3 – Sancho du Glay (2011), Bold Eagle (2016), Carat Williams (2017)
- Prix Paul Karle – 3 – Prince d'Espace (2006), Aladin d'Écajeul (2013), Follow You (2018)
- Prix Phaeton – 3 – Bold Eagle (2015), Ever Pride (2018), Face Time Bourbon (2019)
- Prix de Tonnac–Villeneuve – 3 – Prince d'Espace (2007), Billie de Montfort (2015), Green Grass (2020)
- Prix Guy Le Gonidec – 3 – Billie de Montfort (2015), Flèche Bourbon (2019), Gunilla d'Atout (2020)
- Prix Paul Viel – 3 – Prince d'Espace (2006), Écu Pierji (2017), Deus Zack (2022)
- Prix d'Été – 2 –  Olga du Biwetz (2008), Rapide Lebel (2010)
- Prix Jean–Luc Lagardère – 2 – Roxane Griff (2011, 2012)
- Prix Annick Dreux – 2 – Scala Bourbon (2009), Cavalleria (2015)
- Prix Jacques de Vaulogé – 2 – Prince d'Espace (2006), Bold Eagle (2014)
- Prix Ovide Moulinet – 2 – Aladin d'Écajeul (2015), Carat Williams (2017)
- Prix Robert Auvray – 2 – Quitus du Mexique (2009), Carat Williams (2017)
- Prix Henri Levesque – 2 – Baltic Charm (2016), Carat Williams (2017)
- Prix Jockey – 2 – Bold Eagle (2016), Carat Williams (2017)
- Prix Victor Régis – 2 – Prince d'Espace (2006), Eridan (2017)
- Prix Doynel de Saint–Quentin – 2 – Vabellino (2014), Cash and Go (2017)
- Prix Gaston de Wazières – 2 – Billie de Montfort (2015), Darling de Reux (2017)
- Prix Guy Deloison – 2 – Scala Bourbon (2009), Flèche Bourbon (2018)
- Prix Gaston Brunet – 2 – Aladin d'Écajeul (2014), Face Time Bourbon (2019)
- Prix Reine du Corta – 2 – Billie de Montfort (2014), Gunilla d'Atout (2019)
- Prix Paul Leguerney – 2 – Billie de Montfort (2015), Green Grass (2020)
- Prix du Bourbonnais – 2 – Bold Eagle (2016), Face Time Bourbon (2020)
- Prix de Croix – 1 – Quitus du Mexique (2009)
- Clôture du Grand National du Trot – 1 – Rapide Lebel (2010)
- Prix Emmanuel Margouty – 1 – Uno la Chesnaie (2010)
- Prix Kalmia – 1 – Uncaring (2011)
- Prix de Washington – 1 – Rapide Lebel (2012)
- Prix Une de Mai – 1 – Billie de Montfort (2013)
- Prix Éphrem Houel – 1 – Astor du Quenne (2014)
- Prix Masina – 1 – Billie de Montfort (2014)
- Prix Ozo – 1 – Billie de Montfort (2014)
- Prix Jules Thibault – 1 – Bold Eagle (2015)
- Prix Kerjacques – 1 – Ustinof du Vivier (2015)
- Critérium de vitesse de Basse–Normandie – 1 – Aladin d'Écajeul (2015)
- Prix de Belgique – 1 – Bold Eagle (2016)
- Prix Gélinotte – 1 – Green Grass (2019)
- Prix Roquépine – 1 – Green Grass (2019)
- Prix Ariste Hémard – 1 – Green Grass (2020)

### Monté

#### Groupe I
- Prix de Cornulier – 2 – Roxane Griff (2014, 2015)
- Prix d'Essai – 3 – Talina Madrik (2010), Vanishing Point (2012), Booster Winner (2014)
- Prix des Élites – 3 – Vanishing Point (2012), Booster Winner (2014), Flèche Bourbon (2019)
- Prix de Normandie – 2 – Olga du Biwetz (2007), Astor du Quenne (2015)
- Prix de l'Île–de–France – 1 – Roxane Griff (2014)
- Prix des Centaures – 1 – Booster Winner (2015)
- Saint–Léger des Trotteurs – 1 – Vanishing Point (2012)
- Prix du Président de la République – 1 – Flèche Bourbon (2019)

#### Groupe II
- Prix Ceneri Forcinal – 4 – Oulka Vilhena (2006), Astor du Quenne (2014), Booster Winner (2015), Flèche Bourbon (2019)
- Prix Édouard Marcillac – 3 – Uncaring (2011), Atwood Griff (2013), Dreamer Delo (2016)
- Prix Félicien  Gauvreau – 3 – Sancho du glay (2009), Uncaring (2011), Che Jenilou (2015)
- Prix Léon Tacquet – 3 – Quido du Goutier (2009), Scala Bourbon (2011), Astor du Quenne (2015)
- Prix Philippe du Rozier – 3 – Prince de Montfort (2007), Quido du Goutier (2008), Un Team de Nacre (2012)
- Prix Reynolds – 2 – Rapide Lebel (2012), Roxane Griff (2013)
- Prix Camille de Wazières – 2 – Prince de Montfort (2007), Bocage d'Ortige (2015)
- Prix de Basly – 2 – Vanishing Point (2012), Che Jenilou (2015)
- Prix de Pardieu – 2 – Rocket du Closet (2009), Talina Madrik (2011)
- Prix Hémine – 2 – Uncaring (2011), Vanishing Point (2012)
- Prix Louis Forcinal – 2 – Olga du Biwetz (2007), Villeroi (2015)
- Prix Pierre Gamare – 2 – Vanishing Point (2012), Che Jenilou (2015)
- Prix Raoul Ballière – 2 – Vipsie Griff (2012), Booster Winner (2014)
- Prix René Palyart – 2 – Prince de Montfort (2007), Booster Winner (2015)
- Prix de Londres – 2 – Oulka Vilhena (2006), Astor du Quenne (2016)
- Prix Paul Bastard – 2 – Astor du Quenne (2015), Flèche Bourbon (2020)
- Prix Émile Riotteau – 1 – Prince de Montfort (2007)
- Prix Edmond Henry – 1 – Quido du Goutier (2008)
- Prix Holly du Locton – 1 – Rêverie d'Ar (2008)
- Prix Ali Hawas – 1 – Vipsie Griff (2012)
- Prix Louis Tillaye – 1 – Vanishing Point (2012)
- Prix Paul Buquet – 1 – Rubis Dairpet (2013)
- Prix Olry-Roederer – 1 – Astor du Quenne (2014)
- Prix Jules Lemonnier – 1 – Roxane Griff (2014)
- Prix Théophile Lallouet – 1 – Roxane Griff (2014)
- Prix Xavier de Saint Palais – 1 – Et Voilà de Muze (2019)
- Prix Victor Cavey – 1 – Flèche Bourbon (2020)

 Finlande
- Prix Saint–Michel – 2 – Rapide Lebel (2011), Face Time Bourbon (2021)
- Kymi Grand Prix – 1 – Rapide Lebel (2011)
- Jouni Kaikko Memorial – 1 – Billie de Montfort (2021)

 Pays-Bas
- Grand Prix de Victoria Park – 3 – Beau Gamin (2017), Valko Genialt (2018), Eridan (2019)

 États-Unis
- Breeders' Crown - 1 - Bold Eagle (2019)

 Allemagne
- Grand Prix de Gelsenkirchen – 1 – Billie de Montfort (2018)

 Suède
- Åby Stora Pris – 1 – Rapide Lebel (2011)
- Finn Tack-Loppet - Rune Stolts Lopp – 1 – Billie de Montfort (2015)

 Norvège
- Gjensidige 4 ars Elite – 1 – Billie de Montfort (2015)

 Belgique
- Grand Prix de Wallonie – 4 – Olga du Biwetz (2008), Rapide Lebel (2011), Bold Eagle (2017), Face Time Bourbon (2020)
- Grand Prix de la Toussaint – 1 – Billie de Montfort (2019)

 Suisse
- Prix du Président – 1 – Olga du Biwetz (2008)

 Italie
- Grand Prix des Nations – 1 – Billie de Montfort (2020)
- Grand Prix de la Côte d'Azur – 1 – Billie de Montfort (2021)
- Grand Prix de la Loterie – 1 – Face Time Bourbon (2021)

 États-Unis
- Breeders' Crown - 1 - Bold Eagle (2019)

 Union européenne
- Grand Circuit Européen – 1 – Rapide Lebel (2011)
- Grand Prix de l'UET – 3 – Bold Eagle (2015), Face Time Bourbon (2019), Idéal du Pommeau (2022)
- Championnat européen des 3 ans – 2 – Face Time Bourbon (2018), Deus Zack (2022)
- Championnat européen des 5 ans – 1 – Bold Eagle (2016)